# Dư Can
Dư Can (chữ Hán giản thể: 余干县, âm Hán Việt: Dư Can huyện) là một huyện thuộc địa cấp thị Thượng Nhiêu, tỉnh Giang Tây, Cộng hòa Nhân dân Trung Hoa. Huyện này có diện tích 2326 ki-lô-mét vuông, dân số năm 2003 là 849.000 người. Mã số bưu chính là 335100, mã vùng điện thoại là 0793. Chính quyền huyện đóng ở trấn Ngọc Đình. 

## Lịch sử
Thời nhà Tần lập huyện, sau này đã từng được đổi tên thành Dư Hãn, Trị Cán. Năm 1296 nâng thành châu. Năm 1952 thuộc Thượng Nhiêu và có tên như hiện nay.

## Hành chính
Huyện Dư Can được chia ra làm 20 đơn vị hành chính cấp hương, gồm 9 trấn và 11 hương. Ngoài ra huyện này còn quản lí 7 đơn vị tương đương cấp hương khác.
- Trấn: Ngọc Đình (玉亭镇), Thụy Hồng (瑞洪镇), Hoàng Kim Phụ (黄金埠镇), Cổ Phụ (古埠镇), Ô Nê (乌泥镇), Thạch Khẩu (石口镇), Dương Phụ (杨埠镇), Cửu Long (九龙镇), Xã Canh (社赓镇)
- Hương: Khang Sơn (康山乡), Đông Đường (东塘乡), Đại Đường (大塘乡), Lộ Tư Cảng (鹭鸶港乡), Tam Đường (三塘乡), Hồng Gia Chủy (洪家嘴乡), Bạch Mã Kiều (白马桥乡), Giang Phụ (江埠乡), Phong Cảng (枫港乡), Đại Khê (大溪乡), Mai Cảng (梅港乡)

Đơn vị ngang cấp hương khác:
- Khu thủy sản hồ ao cá (渔池湖水产场)
- Khu trữ giống tốt của huyện (县良种场)
- Lâm trường: Lý Mai (李梅林场), Hạp Sơn (峡山林场)
- Khu khai khẩn: Khang Sơn (康山垦总场), Hòa Hộc Lĩnh (禾斛岭垦殖场), Tín Phong (信丰垦殖场)